# Herpetogramma centrostrigalis
Herpetogramma centrostrigalis is een vlinder uit de familie van de grasmotten (Crambidae), uit de onderfamilie van de Spilomelinae. De wetenschappelijke naam van deze soort is voor het eerst gepubliceerd in 1834 door James Francis Stephens. Hij baseerde de beschrijving van deze nieuwe soort op een vondst die volgens hem in Engeland is gedaan. Hierover bestaat echter veel onzekerheid omdat het om een Amerikaanse soort gaat. Deze soort komt voor in het zuidoosten van de Verenigde Staten (Georgia en Louisiana).